# Misumenoides blandus
Misumenoides blandus är en spindelart som först beskrevs av Octavius Pickard-Cambridge 1891.
Misumenoides blandus ingår i släktet Misumenoides och familjen krabbspindlar. Inga underarter finns listade i Catalogue of Life.